# Nậm Mằn
Nậm Mằn là một xã thuộc huyện Sông Mã, tỉnh Sơn La, Việt Nam.
Xã Nậm Mằn có diện tích 103,27 km², dân số năm 1999 là 2.038 người, mật độ dân số đạt 20 người/km².